# Ditlev Gothard Monrad

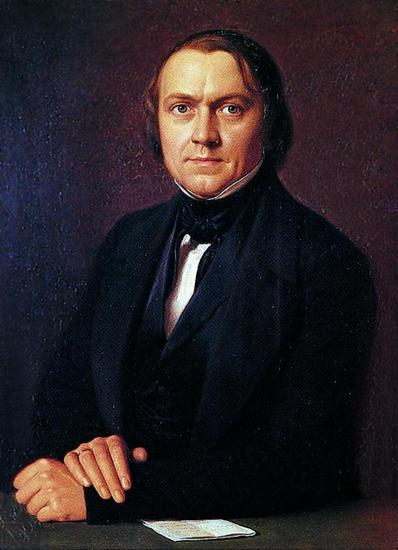
Ditlev Gothard Monrad

Ditlev Gothard Monrad (Kopenhagen, 24 november 1811 - Nykøbing Falster, 28 maart 1887) was een Deens politicus, bisschop en grondlegger van de Deense constitutionele democratie in 1848-49. Hij leidde het land ook als raadsvoorzitter gedurende zijn enorme nederlaag tijdens de Tweede Duits-Deense Oorlog van 1864. Later woonde hij in Nieuw-Zeeland, totdat hij terugkeerde naar Denemarken om opnieuw bisschop en politicus te worden.
Monrads vader Otto Sommer Monrad (een advocaat) leed aan een psychische aandoening en bracht enkele jaren door in instellingen. Van tijd tot tijd stond Monrad zelve aan de rand van emotionele inzinkingen. Monrad studeerde theologie, leerde Semitische en Perzische talen en werd een lutherse priester terwijl hij politiek actief werd. Hij werd mederedacteur van de nationale liberale krant Fædrelandet. 
In 1840 was hij een leidende figuur in de Nationale Liberale Partij en leidde de beweging naar een constitutioneel Denemarken. Monrad schreef het ontwerp naar de liberale grondwet van 1849 van Denemarken  met een structuur en veel zinsneden die lijken op de huidige. Daarin bedacht hij de term "volkskerk". De grondwet was behoorlijk democratisch voor zijn tijd wat grotendeels een gevolg was van de politieke en filosofische opinies die geformuleerd waren door Monrad.
- Bibsys: 98060388
- Gemeinsame Normdatei: 11888154X
- International Standard Name Identifier: 0000 0000 5536 0266
- Library of Congress Control Number: n84116596
- Nationale Bibliotheek van Polen: a0000003310559
- Nederlandse Thesaurus van Auteursnamen: 096117850
- LIBRIS: 253484
- Système universitaire de documentation: 183017501
- Museum of New Zealand Te Papa Tongarewa: 2135
- Virtual International Authority File: 72192281
- WorldCat: E39PBJqbg6RqvfwcXdrgqMPxXd